# Нобелевские лауреаты из Дании
Но́белевская пре́мия (швед. Nobelpriset, англ. Nobel Prize) — престижная международная премия, ежегодно присуждаемая людям за выдающиеся научные исследования, революционные изобретения или крупный вклад в культуру, или развитие общества в областях химии, физики, физиологии и медицины, экономики, литературы и мира. Каждый нобелевский лауреат получает золотую медаль, диплом и денежную сумму, ежегодно определяемую Фондом Альфреда Нобеля.
Нобелевские премии присуждают четыре учреждения: Шведская королевская академия наук (химия, физика и экономика), Шведская академия (литература), Нобелевская ассамблея Королевского института (физиология и медицина) и Норвежский Нобелевский комитет (премия мира). Каждый год соответствующие Нобелевские комитеты рассылают индивидуальные приглашения тысячам учёных, академиков и профессоров университетов из разных стран с просьбой выдвинуть кандидатов на получение Нобелевских премий на следующий год. Кандидаты отбираются таким образом, чтобы в числе номинантов было представлено как можно больше стран и университетов. Нобелевские премии, за исключением премии мира, вручаются в Стокгольме (Швеция) на ежегодной церемонии вручения премий в годовщину смерти Нобеля — 10 декабря. Церемония вручения премий в Швеции проходит в Стокгольмском концертном зале, а сразу после неё в Стокгольмской ратуше проводят Нобелевский банкет. Ранее церемония вручения Нобелевской премии мира проводилась в Норвежском Нобелевском институте (1905—1946) и в актовом зале университета города Осло (1947—1989), а с 1990 года по настоящее время проводится в столичной городской ратуше. Кульминацией церемонии вручения Нобелевской премии в Стокгольме становится момент, когда каждый лауреат выходит вперёд и получает премию из рук короля Швеции. В Осло председатель Норвежского Нобелевского комитета вручает Нобелевскую премию мира в присутствии короля Норвегии и норвежской королевской семьи.
Премия впервые была учреждена в 1901 году, и по состоянию на 2024 год Нобелевскую премию получили 14 подданных Датского королевства: по три в областях физики и литературы, пять по физиологии и медицине, две по химии и одну премию мира. Список лауреатов из Дании составлен по материалам официальных документов Нобелевского комитета, а в качестве национального рассматривается во многих датских источниках. В список включены лауреаты, которые имели на момент вручения премии подданство королевства или были выходцами из него. Первым из них стал Нильс Рюберг Финзен, получивший в 1903 году премию в области физиологии и медицины, а последним — Мортен Петер Мельдаль, один из лауреатов 2022 года по химии.

## Лауреаты
| №  | Год  | Портрет                   | Лауреат                                                                      | Область               | Обоснование награды | Примечание                                                                    | Ист.   |
| -- | ---- | ------------------------- | ---------------------------------------------------------------------------- | --------------------- | --- | ----------------------------------------------------------------------------- | ------ |
| 1  | 1903 | Нильс Рюберг Финзен       | Нильс Рюберг Финзен (1860—1904) дат. Niels Ryberg Finsen                     | Физиология и медицина | В знак признания его заслуг в деле лечения болезней, особенно обыкновенной (туберкулёзной) волчанки, с помощью концентрированного светового излучения, благодаря чему он открыл новое направление в медицинской науке Оригинальный текст (англ.)in recognition of his contribution to the treatment of diseases, especially lupus vulgaris, with concentrated light radiation, whereby he has opened a new avenue for medical science | [ ~ 3 ]                                                                       | [ 15 ] |
| 2  | 1908 | Фредерик Байер            | Фредерик Байер (1837—1922) дат. Fredrik Bajer                                | Мир                   | За их многолетнюю работу на благо мира в качестве политиков, лидеров обществ мира, ораторов и авторов Оригинальный текст (англ.)for their long time work for the cause of peace as politicians, peace society leaders, orators and authors | Премия разделена с Класом Понтусом Арнольдсоном                               | [ 18 ] |
| 3  | 1917 | Карл Адольф Гьеллеруп     | Карл Адольф Гьеллеруп (1857—1919) дат. Karl Adolph Gjellerup                 | Литература            | За многообразное поэтическое творчество и возвышенные идеалы Оригинальный текст (англ.)For his varied and rich poetry, which is inspired by lofty ideals | —                                                                             | [ 19 ] |
| 4  | 1917 | Хенрик Понтоппидан        | Хенрик Понтоппидан (1857—1943) дат. Henrik Pontoppidan                       | Литература            | За правдивое описание современной жизни Дании Оригинальный текст (англ.)For his authentic descriptions of present-day life in Denmark | —                                                                             | [ 19 ] |
| 5  | 1920 | Шек Август Стинберг Крог  | Шек Август Стинберг Крог (1874—1949) дат. Schack August Steenberg Krogh      | Физиология и медицина | За открытие механизма регуляции просвета капилляров Оригинальный текст (англ.)for his discovery of the capillary motor regulating mechanism | —                                                                             | [ 20 ] |
| 6  | 1922 | Нильс Бор                 | Нильс Хенрик Давид Бор (1885—1962) дат. Niels Henrik David Bohr              | Физика                | За заслуги в исследовании строения атомов и испускаемого ими излучения Оригинальный текст (англ.)for his services in the investigation of the structure of atoms and of the radiation emanating from them | —                                                                             | [ 21 ] |
| 7  | 1926 | Йоханнес Фибигер          | Йоханнес Андреас Гриб Фибигер (1867—1928) дат. Johannes Andreas Grib Fibiger | Физиология и медицина | За открытие карциномы, вызываемой Spiroptera Оригинальный текст (англ.)for his discovery of the Spiroptera carcinoma | Саму премию Фибигер получил годом позже, в 1927 году                          | [ 23 ] |
| 8  | 1943 | Хенрик Карл Петер Дам     | Хенрик Карл Петер Дам (1895—1976) дат. Carl Peter Henrik Dam                 | Физиология и медицина | За открытие витамина К Оригинальный текст (англ.)for his discovery of vitamin K | Премия разделена с Эдуардом Адальбертом Дойзи                                 | [ 24 ] |
| 9  | 1944 | Йоханнес Вильгельм Йенсен | Йоханнес Вильгельм Йенсен (1873—1950) дат. Johannes Vilhelm Jensen           | Литература            | За редкую силу и богатство поэтического воображения в сочетании с интеллектуальной любознательностью и самобытностью творческого стиля Оригинальный текст (англ.)For the rare strength and fertility of his poetic imagination with which is combined an intellectual curiosity of wide scope and a bold, freshly creative style | —                                                                             | [ 25 ] |
| 10 | 1975 | Оге Нильс Бор             | Оге Нильс Бор (1922—2009) дат. Aage Niels Bohr                               | Физика                | За открытие взаимосвязи между коллективным движением и движением отдельной частицы в атомном ядре и развитие теории строения атомного ядра, основанной на этой взаимосвязи Оригинальный текст (англ.)for the discovery of the connection between collective motion and particle motion in atomic nuclei and the development of the theory of the structure of the atomic nucleus based on this connection                             | Премия получена совместно с Беном Рой Моттельсоном и Лео Джеймсом Рейнуотером | [ 26 ] |
| 11 | 1975 | Бен Рой Моттельсон        | Бен Рой Моттельсон (1926—2022) дат. Ben Roy Mottelson                        | Физика                | За открытие взаимосвязи между коллективным движением и движением отдельной частицы в атомном ядре и развитие теории строения атомного ядра, основанной на этой взаимосвязи Оригинальный текст (англ.)for the discovery of the connection between collective motion and particle motion in atomic nuclei and the development of the theory of the structure of the atomic nucleus based on this connection                             | Премия получена совместно с Оге Нильсом Бором и Лео Джеймсом Рейнуотером      | [ 26 ] |
| 12 | 1984 | Нильс Ерне                | Нильс Кай Ерне (1911—1994) дат. Niels Kaj Jerne                              | Физиология и медицина | За разработку теорий специфичности и развития иммунной системы и открытие принципов выработки моноклональных антител Оригинальный текст (англ.)for theories concerning the specificity in development and control of the immune system and the discovery of the principle for production of monoclonal antibodies | Премия получена совместно с Георгом Кёлером и Сесаром Мильштейном             | [ 29 ] |
| 13 | 1997 | Йенс Скоу                 | Йенс Кристиан Скоу (1918—2018) дат. Jens Christian Skou                      | Химия                 | За открытие ион-транспортирующего фермента Na+, K+ АТФазы Оригинальный текст (англ.)for the first discovery of an ion-transporting enzyme, Na+,K+-ATPase | Премия разделена с Полом Бойером и Джоном Эрнестом Уокером                    | [ 30 ] |
| 14 | 2022 | Мортен Мельдаль           | Мортен Петер Мельдаль (род. 1954) дат. Morten Peter Meldal                   | Химия                 | За развитие методов клик-химии и биоортогональной химии Оригинальный текст (англ.)for the development of click chemistry and bioorthogonal chemistry | Премия получена совместно с Каролин Бертоцци и Барри Шарплессом               | [ 16 ] |